# 96P/Machholz
96P/Machholz (Machholz 1) – kometa okresowa należąca do rodziny komet Jowisza, odkryta 12 maja 1986 przez Donalda Machholza.

## Orbita
Kometa ta należy do rodziny komet Jowisza oraz do obiektów NEO. Okres jej obiegu wokół Słońca wynosi około 5 lat i 105 dni. W swoim ruchu orbitalnym przecina trajektorie Merkurego i Jowisza.

## Właściwości fizyczne
Spośród wszystkich znanych komet Machholz 1 ma najniższy poziom zawartości cyjanu – ponad 72 razy mniejszy niż przeciętna innych zbadanych komet. Jedna z hipotez, która wyjaśnia ten unikatowy skład chemiczny, mówi, że pochodzi ona spoza naszego Układu Słonecznego. Inne hipotezy sugerują, iż powstała ona na dalekich rubieżach Systemu Słonecznego lub skład jej został zmieniony na skutek regularnego nagrzewania w czasie przechodzenia przez peryhelium orbity. Obiekt ten ma średnicę 6,4 km.